# Louis-Marie-François Tardy de Montravel

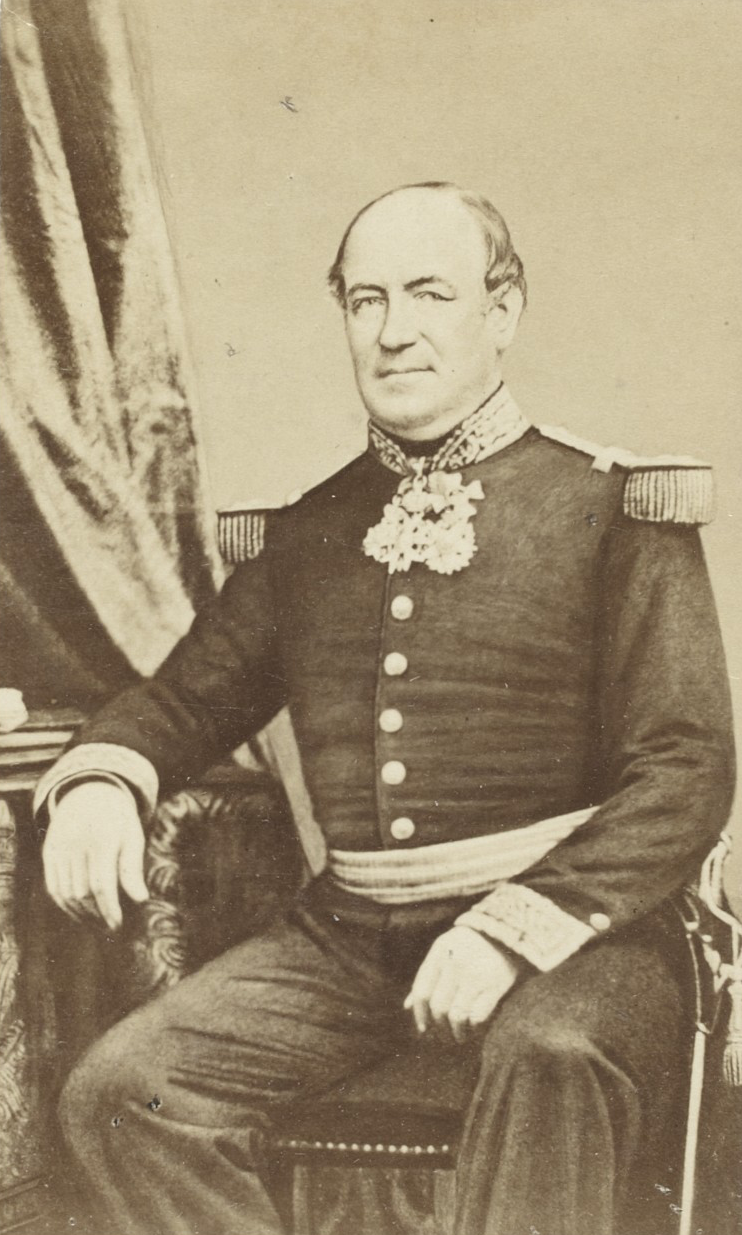
Louis Tardy de Montravel

Louis-Marie-François Tardy de Montravel (* 28. September 1811 in Vincennes, Frankreich; † 4. Oktober 1864 in Elbeuf, Frankreich) war ein französischer Marineoffizier und Geograph, Forschungsreisender im Pazifik sowie Kolonialverwalter.

## Biografie
Als Sohn des Artillerieobersten Marie-Alexandre-Auguste Tardy de Montravel wurde Montravel 1827 in die École navale in Lanvéoc aufgenommen und absolvierte 1829 die Abschlussklasse. Am 1. Januar 1833 wurde er zum Fähnrich befördert. Anschließend meldete er sich freiwillig für die Antarktis-Expedition unter der Leitung von Dumont d’Urville. Seine Arbeiten in Astronomie, Geographie und Hydrographie waren eine der Hauptquellen für die Erstellung des Atlas dieser Expedition. Weiterhin trug er auch wesentlich zur entomologischen Sammlung der Expedition bei, die anschließend im Muséum national d’histoire naturelle eingerichtet wurde. Für seine Dienste während dieser Reise wurde er 1839 zum Leutnant befördert und 1842 in die französische Ehrenlegion aufgenommen.

### Brasilien
Bei seiner Rückkehr erhielt er das Kommando über das Kanonenboot La Boulonnaise. Mit diesem Schiff, das der brasilianischen Marinestation zugeordnet war, führte Montravel die hydrografische Vermessung der Nordküste Brasiliens, der Küste von Guyana sowie der Mündung und des Verlaufs des Amazonas durch, den er zu diesem Zweck über 1000 km hinauffuhr. Die Kartierungsarbeiten, die von 1842 bis 1845 andauerten, führten zur Ausarbeitung eines Atlas von vierzehn Karten und zwei weiteren nautischen Dokumenten. Deren Veröffentlichung brachte ihrem Autor 1846 die Beförderung zum Korvettenkapitän ein. Weiterhin sollten diese Dokumente eine wichtige Rolle während der 1856 abgeschlossenen Verhandlungen über die Festlegung der Grenze zwischen Französisch-Guayana und Brasilien darstellen. 1847 wurde Montravel zum Kommandanten der Korvette Astrolabe ernannt, die während des La-Plata-Krieges auf der argentinischen Marinestation eingesetzt wurde. Auf der Astrolab brachte Montravel einen mit Argentinien geschlossenen Vertrag nach Frankreich zurück.

### Neukaledonien
Am 2. Februar 1852 zum Kapitän befördert, schiffte er sich 1854 auf der Korvette La Constantine nach Neukaledonien ein, das Konteradmiral Febvrier-Despointes gerade in Besitz genommen hatte. Montravel übernahm Küstenüberwachungs- und Verwaltungsaufgaben in der neuen Kolonie. Auf sein Betreiben hin wurde der französische Verwaltungssitz von Balade auf die Halbinsel Nouméa verlegt, wo er die Stadt Port-de-France (1866 in Nouméa umbenannt) wurde, und ließ Fort Constantine bauen, um die Siedlung zu schützen. Die Berichte, die Montravel über die Region verfasste, wurden von der Regierung im Le Moniteur Universel veröffentlicht.
1854 führte er einen Gesetzbuch ein, das darauf abzielte, Stammesführer dazu zu bringen, ihr gewohntes Verhalten, einschließlich der Ausübung der Rechtsprechung sowie des Kannibalismus, aufzugeben. Der Kodex, der den Pouma am 9. Februar 1854 vorgestellt und in der Folge von Häuptling Philippo Bouéone unterzeichnet wurde, ist erhalten. Gleichwertige Akte wurden von den Häuptlingen der Stämme Muélébé (Pouébo), Hienghène, Canala, Kouaoua, Nouméa und Morare (Gérald Genest) unterzeichnet.

### Fernost und Guyana
Während des Krimkrieges kreuzte La Constantine an der Spitze einer Marinedivision in den Meeren vor China und Japan, im Ochotskischen Meer und an der Mündung des Flusses Amur. Montravel wurde 1855 zum Offizier der Ehrenlegion ernannt und kehrte im folgenden Jahr nach Frankreich zurück. Die wissenschaftlichen Ergebnisse seiner Reisen auf La Constantine veröffentlichte er 1857. Seine Beobachtungen im Ochotskischen Meer, das zuvor nur aus Berichten von Walfängern bekannt war, wurden vom Bureau des Longitudes als Referenzquelle aufgegriffen. Montravel wurde dann zum stellvertretenden Mitglied des Admiralitätsrates ernannt, bevor er am 16. Februar 1859 eine neue Dienststelle als 41. Gouverneur von Guyana antrat. In dieser Position arbeitete er daran, das Gesundheitswesen in den Gefängnissen der Kolonie zu verbessern, um das wirtschaftliche Potenzial der Sträflinge, die in der Land- und Forstwirtschaft eingesetzt wurden, zu steigern.
1860 zum Kommandeur der Ehrenlegion befördert, wurde er am 27. Februar 1864 in den Rang eines Konteradmirals erhoben.
Weiterhin wurde er Commandeur des Ordres de la Cour et de l’Épée de Portugal, erhielt den italienischen Orden der Eisernen Krone, den Orden vom Niederländischen Löwen und war Mitglied des Ordens Unserer Lieben Frau von Guadalupe in Mexiko.
Während eines Erholungsurlaubs vom Einfluss des tropischen Wetters in Guayana auf dem französischen Festland in Elbeuf starb Montravel am 5. Oktober 1864.

## Benennungen
Der während der Dritten Französischen Antarktisexpedition (1837–1840) unter Leitung von Dumont d’Urville entdeckte Montravel Rock wurde nach ihm benannt. Das Advisory Committee on Antarctic Names übertrug die französische Benennung im Jahr 1952 ins Englische.
In Französisch-Guayana trägt eine Viertel in der Siedlung Remire-Montjoly sowie auch ein Stadtteil von Nouméa in Neukaledonien den Namen Montravel. Ebenso heißt eine kleine Insel in Le Mont-Dore in Neukaledonien Île Montravel.